# گالوانی ۱۰۱۸۴
سیارک ۱۰۱۸۴ (به انگلیسی: 10184 Galvani، نامگذاری:1996HC19) ده هزار و صد و هشتاد و چهارمین سیارک کشف شده‌است که در ۱۸ آوریل ۱۹۹۶ کشف شد.
قدر مطلق سیارک برابر ۱۵٫۰۰ است.